# Fondation Fourmentin-Guilbert
Pour les articles homonymes, voir Fourmentin.
La Fondation Fourmentin-Guilbert est une fondation scientifique reconnue d'utilité publique par décret du 22 mai 1990.
Née de l'idée de Jean Fourmentin-Guilbert, ingénieur de formation et  passionné par ce que l'on appelait alors "les mystères de la vie", la Fondation s'est donné pour objectif général le « Rayonnement de la biologie » en soutenant des projets innovants dans l'instrumentation scientifique et plus récemment dans la modélisation en biologie.
La Fondation Fourmentin-Guilbert a pour ambition d'aider au développement de nouveaux concepts dans les sciences du vivant.
Elle se veut un espace de liberté, d'ouverture et de curiosité, qui seul permet d'accroître nos connaissances en biologie. Sans contraintes et résolument tournée vers la créativité, la Fondation Fourmentin-Guilbert  souhaite encourager la recherche de pointe dépassant les frontières disciplinaires et sans recherche a priori d'applications pratiques.
Parallèlement à son soutien à divers projets, tels que le projet d'atlas cellulaire réalisé à l'Institut de biochimie de la Société Max-Planck, la Fondation a lancé un grand projet de modélisation et simulation de la bactérie Escherichia coli et développe actuellement un logiciel open source de reconstruction 3D et de visualisation en temps réel des processus cellulaires : LifeExplorer. Elle soutient aussi la création d'un journal en biologie synthétique : Symplectic Biology Journal créé par Antoine Danchin.
Jean Fourmentin-Guilbert, de par sa double culture ingénieur-biologiste, souhaitait encourager les biologistes à penser l'organisation de la cellule en fonction du nombre de composants moléculaires et de leur position dans l'espace. À cet égard, les illustrations à l'échelle de l'intérieur des cellules créées par David Goodsell, pionnier de l'illustration scientifique en biologie, ont été une source d'inspiration constante pour Jean Fourmentin-Guilbert. En hommage à son fondateur, la Fondation a soutenu la nouvelle édition de The Machinery of Life parue en 2009 et a traduit l'ouvrage en français, La Machinerie de la Vie paru chez EDP Sciences.  